# Daquq District
Daquq District är ett distrikt i Irak.   Det ligger i provinsen Kirkuk, i den norra delen av landet, 190 km norr om huvudstaden Bagdad. Antalet invånare är 40 237.